# Patrick Pinder
Patrick Christopher Pinder (Nassau, 1 de novembro de 1953) é um prelado católico, arcebispo de Nassau desde 2004.

## Biografia
Patrick Christopher Pinder entrou para o seminário em Saint Meinrad, Indiana, em 1971, onde se graduou em Filosofia em 1975. Logo depois, ele entrou para o programa de teologia na Universidade Católica de Louvain, Bélgica, obtendo o mestrado em 1978.
Em 20 de julho de 1978, foi ordenado diácono pelo Bispo Paul Leonard Hagarty, OSB. Completou o grau de Licenciatura em Teologia Sagrada em junho de 1980. Foi ordenado padre em 15 de agosto de 1980, por Samuel E. Carter, SJ, Arcebispo de Kingston-in-Jamaica. A primeira designação pastoral do Pe. Pinder foi na Paróquia Nossa Senhora das Almas Sagradas, onde permaneceu por um ano.
Em agosto de 1981, ele se tornou um membro do corpo docente em tempo integral no Aquinas College. Além disso, era responsável pelas missas de fim de semana na recém-criada Paróquia da Igreja da Ressurreição. No outono de 1984, começou seus estudos na Universidade Católica da América, Washington, DC., onde obteve o grau de Doutor em Teologia Sagrada em 1988.
Em 1º de setembro de 1988, foi nomeado Reitor da Catedral de São Francisco Xavier. Em 1º de abril de 1997, foi nomeado Moderador da Cúria e Vigário para Assuntos Pastorais. Foi investido como Capelão de Sua Santidade com o título de "Monsenhor" em 15 de dezembro de 1999. Em 2 de setembro de 2002, foi nomeado Vigário Geral da Arquidiocese. Além de suas principais responsabilidades, foi Consultor Sacerdotal do Arcebispo, membro do Comitê Financeiro Arquidiocesano, Presidente da Comissão Litúrgica Arquidiocesana e Vigário Judicial do Tribunal de Casamento. Também atuou como Co-Secretário do Diálogo Ecumênico Anglicano/Católico Romano para o Caribe.
O Papa João Paulo II o nomeou bispo titular da Casae Calanae e bispo auxiliar em Nassau em 27 de junho de 2003. O Arcebispo de Nassau, Lawrence Aloysius Burke SJ, doou-lhe a ordenação episcopal em 15 de agosto do mesmo ano; os co-consagradores foram Robert Kurtz CR, bispo de Hamilton nas Bermudas, e Edgerton Roland Clarke, arcebispo de Kingston na Jamaica.
Em 17 de fevereiro de 2004, foi nomeado arcebispo de Nassau. Ele foi instalado em 4 de maio na Catedral de São Francisco Xavier, Nassau. Em 29 de junho de 2004, o Arcebispo Pinder recebeu o Pálio do Papa João Paulo II na Basílica de São Pedro.
Arcebispo Pinder recebeu a distinção de Companheiro de São Miguel e São Jorge (CMG) da Rainha Elizabeth II em junho de 2005. No ano seguinte, ele foi eleito para o Conselho de Administração da Universidade John Carroll em Cleveland, Ohio. Serviu como Presidente da Conferência Episcopal das Antilhas (AEC) de maio de 2011 a 2017. É membro da Congregação para a Evangelização dos Povos, nomeado em 2014 e renomeado em 2021.